# فهرست بیماری‌ها

## آ
- آب سیاه، Glaucoma
- آب مروارید، Cataract
- آبسه
  1. آبسه پاروتید
  2. آبسه پره تونسیلار
  3. آبسه پستان
  4. آبسه دندان
  5. آبسه ریوی
  6. آبسه کبدی
  7. آبسه مغزی، Cerebral abscess
  8. آبسه مقعد
- آبله مرغان
- آبله
- آپاندیسیت (آویزه آماس)
- آتاکسی، ataxia
- آترواسکلروز (سخترگی یا تصلب شرایین)
- آتلکتازی
- آدنوم
- آدیسون
- آرتروگریپوزیس
- آرتریت
- آرتریت تاکایاسو
- آرتریت روماتویید (رماتیسم مفصلی)
- آرتریت ایدیوپاتیک جوانان (آرتریت روماتویید جوانان)
- آرتریت تمپورال
- آرتریواسکلروز
- آرنج تنیس‌بازان
- آریتمی قلب، Cardiac arrhythmias
- آزارخواهی
- آزبستوز
- آستیگماتیسم
- آسکاریازیس
- آسم
- آسیت
- آشالازی، Achalasia
- آفت دهان
- آفتاب‌سوختگی
- آکرودرماتیت
- آکرومگالی (درشت‌پایانکی) Acromegaly
- آکندروپلازی
- آکنه روزاسه (آکنه بزرگسالی)
- آکنه (جوشهای غرور)
- آلبینیسم
- آلرژی (حساسیت)
- آلزایمر، Alzheimer disease
- آلکاپتونوری، Alcaptonuria
- آلکالوز
- آمبولی ریه
- آمپیم، Empyema
- آمفیزم
- بی دشتانی (آمنوره)
  - آمنوره اولیه (عدم آغاز قاعدگی)
  - آمنوره ثانویه (قطع قاعدگی)
- آمیبیاز (اسهال خونی آمیبی)، Amebiasis
- آمیلوئیدوز، Amyloidosis
- آمیوتروفیک لاترال اسکلروزیس ALS
- آنافیلاکسی (شوک آنافیلاکتیک)
- آنانسفالی
- آندومتریوز، Endometriosis
- آنژین صدری، Angina Pectoris
- آنژیوادم، Angioedema
- آنژیوم
- آنسفالیت، Encephalitis
- آنفلوآنزا
  - آنفلوآنزای خوکی
  - آنفلوآنزای مرغی
- آنکیلوستومیازیس، Ancylostomiasis
- آنمی فانکونی
- آنوریسم، Aneurysm

## الف
- اپیدیدیمیت
- اپیسپادیاس
- اپی‌گلوتیت
- اپیدرمولیز بولوزا
- اتواسکلروز
- اختلال افسردگی اساسی
- اختلال تنش‌زای پس از رویداد
- اختلال دوقطبی
- اختلال خلقی
- اختلال شخصیت نمایشی
- اختلال عاطفی فصلی
- اختلال کم‌توجهی - بیش‌فعالی
- اختلال هراس
- اختلال وسواسی - جبری
- اختلالات آب و الکترولیت
- اختلالات سازگاری
- اختلالات شخصیت
- ادم ریه
- اریتم گرهی، Erythema nodosum
- اریتم مولتی‌فرم، Erythema multiform
- بیماری ازگود اشلاتر
- ازوفاژیت
- اسپاندیلولستیسس
- اسپروی تروپیکال
- اسپروی سلیاک
- اسپوروتریکوز
- اسپوندیلوز
- اسپوندیلولیزیس
- اسپوندیلیت آنکیلوزان (بیماری ماری استرامپل؛ Ankylosing spondylitis)
- استئوآرتریت
- استئوژنز ایمپرفکتا
- استئومالاسی
- استئومیلیت
- استوماتیت
- اسفروسیتوز
- اسکلرودرمی
- اسکلروز جانبی آمیوتروفیک
- اسکوروی
- اسکولیوز
- اسکیزوفرنی
- اسهال
- اسیدوز
- اضطراب
- افتادگی دریچه میترال
- افسردگی
- اکتروپیون
- اکتینومایکوز، Actinomycosis
- اکلامپسی
- اگزما (سودا)
- التهاب
  - التهاب تیرویید (تیروییدیت)
  - التهاب زبان (گلوسیت)
  - التهاب عنبیه
  - التهاب قرنیه (کراتیت)
  - التهاب گردن رحم، Cervicitis
  - التهاب گوش
  - التهاب مثانه، Cystitis
  - التهاب ملتحمه، Conjunctivitis
- الکلیسم، Alcoholosm
- انتروپیون
- انتروکولیت با غشای کاذب
- انحراف تیغه بینی
- انحراف چشم
- اندوکاردیت
- انسداد روده
- انسفالوپاتی اسفنجی شکل
- انعقاد درون‌رگی منتشر
- اوتیت
- اوتیسم
- اورتریت، Urethritis
- اوریون، Mumps
- ایدز، Acquired Immunodeficiency Syndrome
- ایست قلبی، Heart Failur
- ابلا
- ام،اس
- اپیدرمولیزیس

## ب
- برفک دهان
- بروسلوز، Brucellosis
- برونشکتازی، Broncheictasis
- برونشیت، Bronchitis
- برونشیت مزمن
- برونشیولیت
- برونکوپنومونی، Bronchopneumonia
- بری‌بری، Beriberi
- بلاستومایکوزیس، Blastomycosis
- بلفارواسپاسم
- بلفاریت
- بلوک قلبی
- بواسیر، Hemorrhoid
- بوتولیسم، Botulism
- بی اشتهایی Anorexia
  - بی اشتهایی عصبی Anorexia nervosa
- بیماری بورگر، Buerger

disease
- بیماری بهجت Behcet Disease
- بیماریهای ذخیره‌ای لیزوزومال

## پ
- پارزی
- پارکینسون
- بیماری پاژه
- پاچنبری
- پارانویا
- پانکراتیت
- پتوز
- پدیده داون
- پرفشاری خون (هیپرتانسیون)
- پرکاری پاراتیروئید
- پرکاری تیروئید
- پروستاتیت
- پره‌اکلامپسی
- پریاپیسم
- پریتونیت
- پریکاردیت حاد
- پسوریازیس
- پلاگر
- پلی آرتریت
- پلی آرتریت ندوزا
- پلی سیتمی ورا
- پلی‌میوزیت
- پمفیگوس
- پنوموتوراکس
- پنوموکونیوز
- پنومونی
- پورپورای هنوخ شوئن لاین
- پورپورای ترومبوتیک ترومبوسیتوپنیک
- پورپورای ناشناس کاهش پلاکت
- پورفیری
- پوسیدگی دندان
- پوکی‌استخوان
- پولیپ
- پیتیریازیس روزه‌آ
- پیچش بیضه
- پیچ‌خوردگی تخمدان
- پیرچشمی
- پیلونفریت
- پیوره

## ت
- تالاسمی
- تای ساکس
- تب خونریزی‌دهنده کریمه کنگو
- تب روماتیسمی
- تب مالت (بروسلوز)
- تب مدیترانه‌ای فامیلیال
- تبخال
- تراخم
- ترس مرضی(phobia)
  - ترس از اجتماع(Social phobia)
  - ترس‌های خاص (Specific phobias)
  - ترس از مکانهای باز(Agoraphobia)
- ترومبوز سیاهرگی عمقی
- ترومبوسیتوپنی
- ترومبوفلبیت
- تصلب شرایین
- تنبلی چشم (Amblyopia)
- تنگی دریچهٔ آئورت
- تنگی دریچهٔ میترال
- تنگی مجرای نخاعی
- توراسیک اوت لت سندرم
- توکسوپلاسموز
- تولارمی
- تیروئیدیت
- تیفوس
- تیفویید

## ج
- جداشدگی شبکیه
- جذام
- جرب
- جفت سرراهی
- جنون گاوی
- جانسون بلیزارد

## چ
- چاقی
- بیماری چاگاس، Chagas disease

## ح
- حاملگی خارج رحمی
- حاملگی طول کشیده
- حاملگی نابجا
- حصبه

## خ
- خار پاشنه
- خروسک
- خستگی مزمن
- خشکی دهان
- بیماری خراش گربه، Cat-scratch disease
- خونریزی دستگاه گوارشی تحتانی
- خونریزی دستگاه گوارشی فوقانی
- خونریزی مغزی، Cerebral hemorrhage
- خواب آفریقایی

## د
- درشت‌پایانکی Acromegaly
- درماتومیوزیت
- درماتیت
- دژنراسیون ماکولا
- دکلمان جفت
- دگرآزاری
- دمل
- بیماری دوپویترن
- دوربینی
- دیابت، (دیابت شیرین)
- دیابت بارداری
- دیابت بی‌مزه
- دیالیز
- دیسانتری
- دیستروفی عضلانی
- دیستروفی ماهیچه‌ای دوشن
- دیستروفی ماهیچه‌ای فاسیو اسکاپولو هومورا
- دیستونی
- دیس‌لیپیدمی
- دیفتری
- دیورتیکول مکل

## ذ
- ذات الریه، Pneumonia
  - ذات الریه اکتسابی از جامعه، Comunity Acquired Pneumonia
  - ذات الریه بیمارستانی، Nosocomical Pneumonia
  - ذات الریه کلامیدیایی، Chlamydia pneumonia

## ر
- راشیتیسم
- رتینوپاتی
- رتینوپاتی نوزادان نارس
- رقصاک
- روماتیسم مفصلی (آرتریت روماتوئید)، Rheumatoid arthritis
- ریفلاکس معده‌ای مروی
- رینیت آلرژیک، Allergic rhinitis

## ز
- زایمان زودرس
- زخم معده
- زخم دوازدهه
- زکام
- زگیل
- زگیل آبکی
- زگیل تناسلی
- زونا

## س
- سارکوئیدوز
- سارکوما
- سالک
- سایکوز
- ستبراستخوانی
- سرخک
- سرخجه
- سرطان
  - سرطان استخوان
  - سرطان بیضه
  - سرطان پانکراس
  - سرطان پروستات
  - سرطان پوست
  - سرطان خون
  - سرطان رحم
  - سرطان روده بزرگ (کولون)
  - سرطان ریه
  - سرطان سینه
  - سرطان کبد
  - سرطان گردن رحم
  - سرطان مری
  - سرطان معده
- سرماخوردگی
- سفیلیس
- سقط جنین
  - سقط مکرر
  - سقط عادتی
  - سقط عفونی
  - تهدید به سقط، threatened abortion
- سکته قلبی
- سکته مغزی
- سل، Tuberculosis
- سلولیت، Cellulitis
- سندرم استیون جانسون، Stevens-Johnson-Syndrome
- سندرم آشرمن
- سندرم آگلوتینین سرد
- سندرم آلاژیل
- سندرم ایمرسلاند-گرسبک
- سندروم پای بی‌قرار
- سندرم پرون بلی
- سندرم پیش از قاعدگی
- سندرم پیک‌ویکن
- سندرم تخمدان پلی کیستیک
- سندرم ترنر
- سندرم چرگ اشتراوس
- سندرم داون
- سندرم دویک
- سندرم رایتر
- سندرم روده تحریک پذیر، Irritable bowel syndrome
- سندرم رینود
- سندرم ژیلبرت
- سندرم شوگرن
- سندرم کاپگراس، capgras syndrome
- سندرم کارپال تونل، Carpal tunnel syndrome
- سندرم کارسینوئید، Carcinoid syndrome
- سندرم کوتارد،cotard syndrome
- سندرم مارفان
- سندروم مرگ ناگهانی نوزاد
- سندرم ولف پارکینسون وایت
- سندرم همولیتیک اورمیک
- سنگ کلیه
- سنگ کیسه صفرا، Cholelithiasis
- سنگ مجاری صفراوی، Choledocholithiasis
- سوءتغذیه، Dyspepsia
- سوزاک
- سیاتالژی (درد سیاتیک)
- سیاه‌زخم، Anthrax
- سیاه‌سرفهCholedocholithiasis
- سیرنگومیلی
- سیروز، Cirrhosis
  - سیروز صفراوی، Biliary cirrhosis
- سیلیکوزیس
- سینوزیت

## ش
- بیماری شارکو-ماری-توث
- شالازیون
- شانکروئید، Chancroid
- شب‌کوری
- شوگرن
- شویرمان
- شیدایی (مانیا)
- شیستوزومیازیس
- شیگلوز
- شیزوفرنی (روان‌گسیختگی)

## ص
- صرع
- صافی کف پا

## ط
- طاعون

## ع
- عفونت ادراری، Urinary Infection
- عفونت دستگاه تناسلی
- عفونت مثانه

## غ
- غول‌پیکری

## ف
- فابری
- فاشئیت نکروزان
- فاویسم
- فتق
- فتق دیسک بین مهره‌ای
- فلج اطفال
- فلج بل، Bell palsy
- فلوئوروزیس دندانی
- فون رکلینگهاوزن
- بیماری فون‌ویلبراند
- فیبرودیسپلازی استخوانی‌شونده پیشرونده
- فیبروز ریه
- فیبروز سیستیک، Cystic fibrosis
- فیبروم رحم
- فیبرومیالژیا
- فیبریلاسیون بطنی
- فیبریلاسیون دهلیزی
- فشار خون بالا
- فنیل کتونوریا

## ق
- قانقاریا
- قوز قرنیه

## ک
- کاتاپلکسی
- کاردیومیوپاتی، Cardiomyopathy
- کاردیومگالی
- کارسینوما
- کارسینوم سلول بازال
- کاندیدیازیس
- بیماری کاوازاکی
- کبدچرب
- کچلی
- کراتوز پیلاریس
- کراتوکونژنکتیویت
- کرانیوفارنژیوما، Craniopharyngioma
- کرتینیسم، Cretinism
- کرم کدو
- کرن‌ایکتروس
- کرون
- کرونا
- کریپتوکوکوزیس، Cryptococcosis
- کریگلر نجار، Crigler Najjar syndrome
- کزاز
- کژگردنی
- کفگیرک
- کلانژیت، Cholangitis
- کلامیدیا تراکوماتیس
- کلانژیوما، Cholangioma
- کله‌سیستیت، Cholecystitis
- کلیه پلی‌کیستیک
- کمبود اولیه آنتی‌بادی
- کمبود ایمنی
- کم‌کاری تیرویید
- کم‌خونی
  - کم‌خونی آپلاستیک
  - کم‌خونی پرنیشیوز
  - کم‌خونی داسی‌شکل
  - کم‌خونی فقر آهن
  - کم‌خونی همولیتیک
- کمردرد
- کوآرکتاسیون آئورت، Coarctation of the aorta
- کودک آزاری، Child abuse
- کوررنگی
- کورک
- کوری
- کوریوکارسینوما، Choriocarcinoma
- کوشینگ، Cushing syndrome
- کوکسیدیومایکوزیس، Coccidioidomycosis
- کولیت خونریزی دهنده (کولیت اولسرو)
- کوندیلوما آکومیناتوم
- کهیر
- کیست تخمدان
- کیست پیلونیدال
- کیست هیداتید، Hydatid cyst
- بیماری کین باخ

## گ
- گاستروآنتریت
- گاستریت اتروفیک
- گرانولوماتوز وگنر
- گریپ
- گریوز
- گل مژه
- گلوکوم
- گلومرولونفریت
- گواتر
- گوژپشتی
- گوشه

## ل
- بیماری لایم
- لب‌شکری
- بیماری لگ کالو پرتس
- لنفوگرانولوما ونروم
- لنفوم
- لوپوس، SLE
- لوپوس اریتماتوی دیسکوئید
- لوکوپلاکی
- لیکن پلان
- لیومیوم رحمی

## م
- ماستوسیتوز
- مالاریا
- مالتیپل اسکلروز (ام اس)
- مرض قند
- مخملک
- مگس‌پران چشم
- ملانوما
- مننژیت
- منوراژی
- موخوره
- مولتیپل اسکلروز
- مولتیپل میلوما
- مول هیداتی‌فرم
- موکوپلی‌ساکاریدوز
- مهره‌شکاف
- میاستنی گراویس
- میکروسفالی
- میگرن
- مینیر
- میوکاردیت
- متابولیک

## ن
- ناخنک
- نارسایی حاد کلیه
- نارسایی دریچه میترال
- نارسایی کبد
- نارسایی برق آسای کبد
- نارسایی کلیه
- نارسایی قلب، Heart failure
- نرمی کشکک
- نزدیک‌بینی
- نشانگان آلپورت
- نشانگان اهلرز-دنلوس
- نشانگان کاوازاکی
- نشانگان کلاین-لوین
- نشانگان گیلن باره
- نشانگان ورنیکه کورساکوف
- نشانگان همولیتیک اورمیک
- نقرس
- نقص ایمنی
- نقص ایمنی متغیر شایع
- نورالژی عصب سه‌قلو
- نوروفیبروماتوز
- نوروم آکوستیک، Acoustic neuroma
- نیمن پیک

## و
- واریس
- واریس مری
- واریکوسل
- واژینیت
- واسکولیت
- وبا، Cholera
- بیماری ویپل
- ویتیلیگو (برص)
- بیماری ویلسون

## ه
- هاری
- بیماری هانتینگتون
- هپاتیت
  - هپاتیت آ
  - هپاتیت ب
  - هپاتیت دی
  - هپاتیت سی
- هموفیلی
- هموکروماتوز
- هیپوسپادیاس
- هیدروسفالی
- بیماری هیرشپرونگ

## ی
- یبوست
- یرقان
- یوئیت